# San Michali

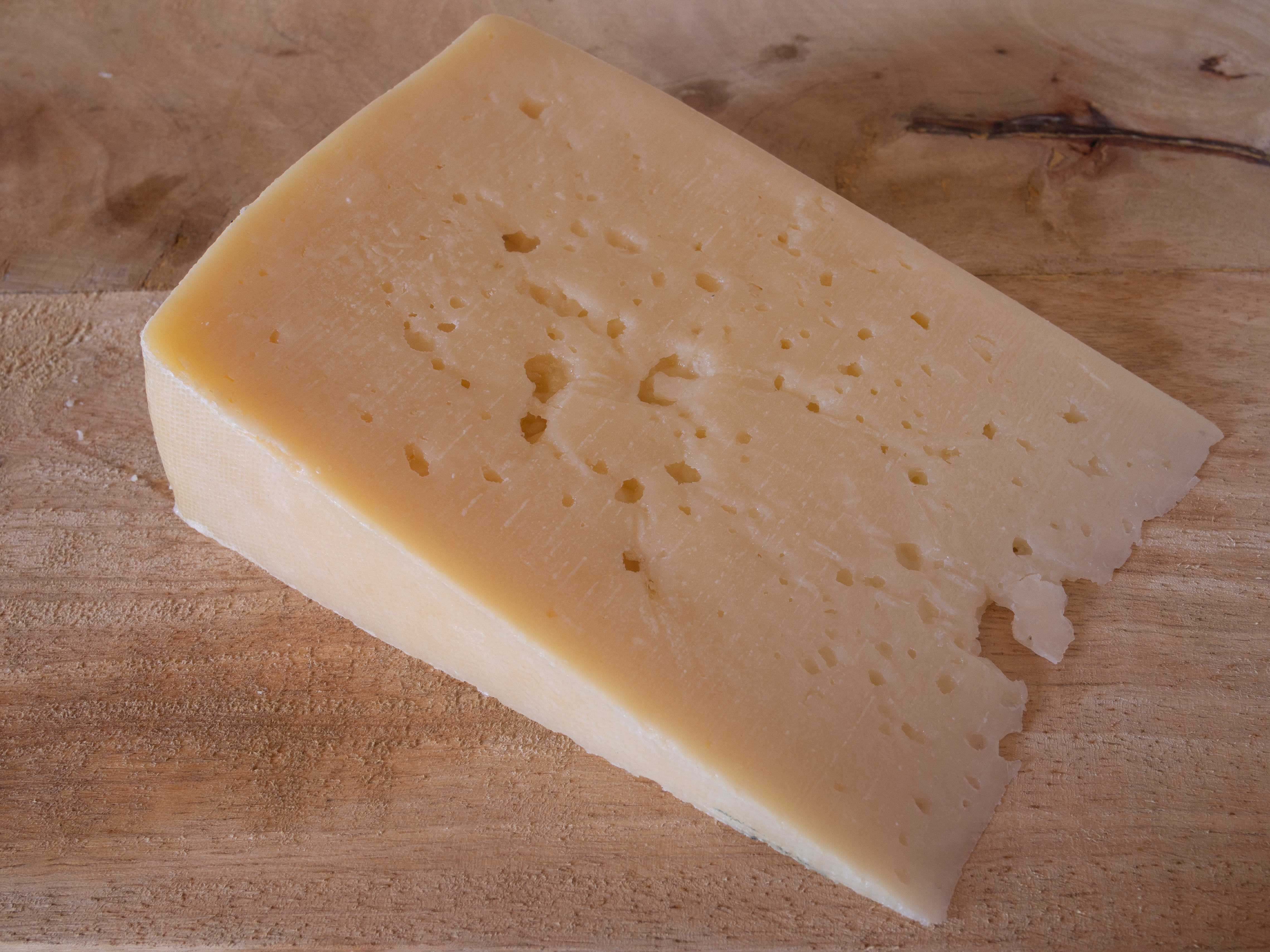
San Michali

San Michali (Σαν Μιχάλη en griego) es un queso griego con denominación de origen protegida a europeo desde 1996. Se produce en la isla de Siros en la prefectura de las Cícladas.
Se trata de un queso tradicional, producido en Siros desde hace décadas. El nombre proviene de la iglesia católica que hay en la isla con esa advocación. Se elabora con leche de vaca. Es un queso de textura dura y forma cilíndrica. Es semejante al queso de Corfú. Tiene una humedad máxima del 40% y un mínimo de 36% de materia grasa. Tiene una corteza externa que a menudo se cubre con parafina. La masa es compacta y presenta pequeños ojos irregulares. El color de la pasta es blancuzco. El sabor resulta salado y a pimienta. Se usa como queso de mesa y también para rallar. 